# Marionina falclandica
Marionina falclandica är en ringmaskart som beskrevs av Wilhelm Michaelsen 1905. Marionina falclandica ingår i släktet Marionina och familjen småringmaskar. Inga underarter finns listade i Catalogue of Life.